# Débourrage (cheval)
Pour les articles homonymes, voir Débourrage (fonderie) et Débourrage (arbre).
Ne doit pas être confondu avec Débourrement.
Le débourrage est une étape de formation des chevaux, visant à les amener à coopérer avec des humains pour un travail d'équitation ou d'attelage. Il existe différentes méthodes de débourrage, mais les principes de l'éthologie du cheval impliquent toujours une meilleure efficacité et davantage de confort bilatéral en utilisant le renforcement positif et l'habituation, de manière à susciter l'attachement progressif du cheval envers l'être humain.
La présence d'autres chevaux et le maintien de contacts sociaux facilitent la réduction du stress. L'adaptation parfaite du matériel à leur morphologie lors des premières poses d'un mors ou d'une selle est également essentielle.
Un débourrage violent est très déconseillé, car il rend souvent les chevaux craintifs ou rétifs durant le restant de leur vie, les mauvaises expériences passées étant particulièrement difficiles à faire oublier à ces animaux.

## Définition
La notion de « débourrage » en français laisse entendre, à tort, que le cheval serait initialement « bourru ». Elle se définit comme l'étape de formation et d'apprentissage au terme de laquelle un cheval peut être monté par un cavalier en sécurité, et représente une rupture dans la vie du cheval, qui passe de l'environnement de son élevage à un environnement de travail. Du point de vue du propriétaire du cheval concerné, il s'agit le plus souvent d'une étape au sein d'un parcours de « production agricole », lequel se termine avec la mise sur le marché (vente) de l'animal. Un débourrage bien conduit augmente de manière importante la valeur commerciale d'un cheval.

## Histoire

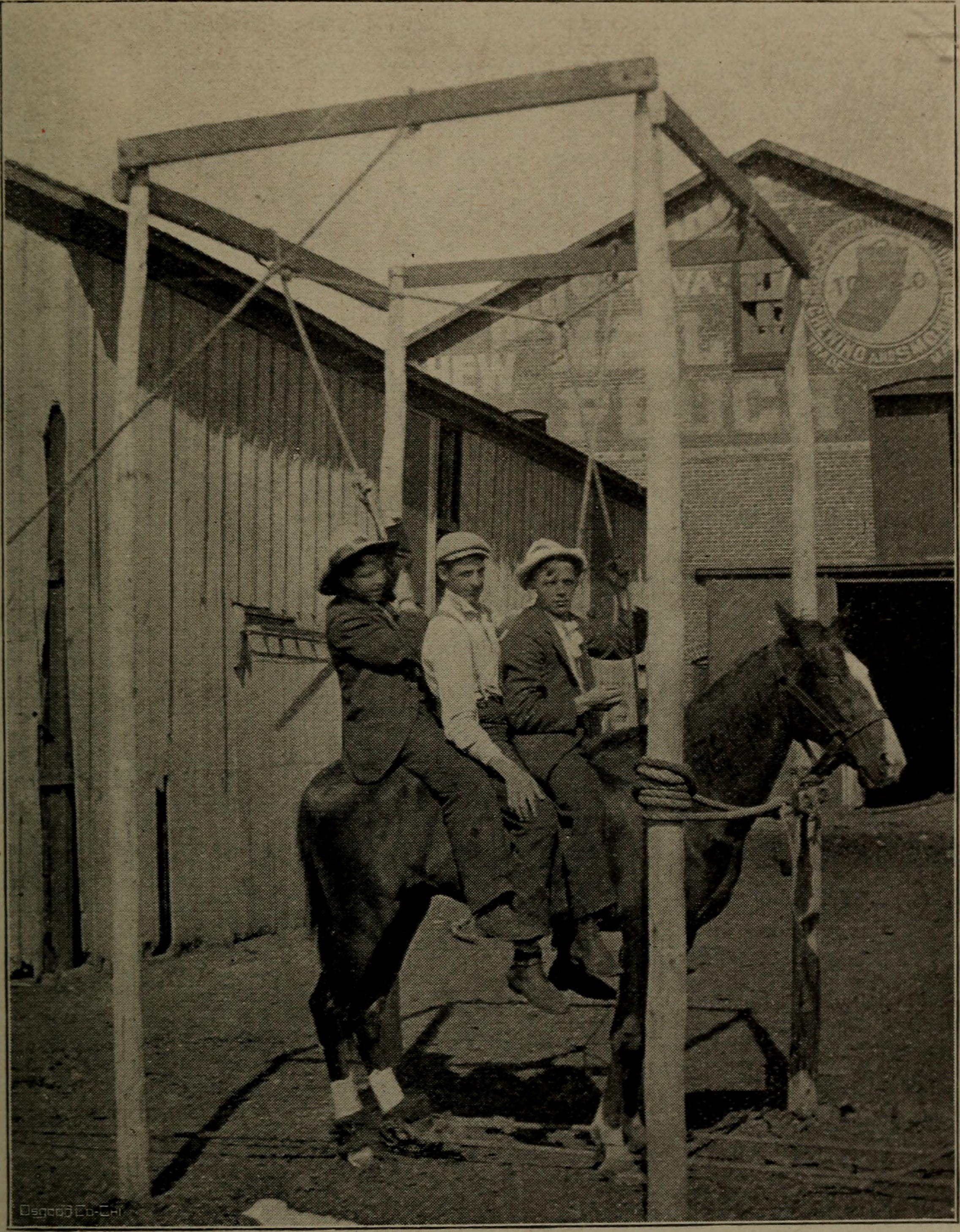
Exemple de débourrage sans préoccupation pour le bien-être du cheval.

La relation avec les chevaux étant historiquement utilitaire, il n'existe que peu de préoccupation envers le bien-être des chevaux durant leur débourrage et leur entraînement. Les premiers besoins de débourrer des chevaux ont probablement émergé avec la volonté de les garder à disposition et à proximité comme sources de lait et de viande. Les techniques de débourrage ont longtemps peu évolué, les Mongols utilisant la poursuite de juments et de leurs poulains jusqu'à ce qu'ils soient épuisés, avant de les capturer à l'aide de pièges, jusqu'au XXe siècle. Un mouvement de fond en faveur de techniques de débourrage et d'entraînement plus respectueuses des chevaux émerge en Europe du Nord et en Amérique du Nord au cours du XXe siècle, probablement en parallèle du développement de la richesse et de l'équitation de loisir dans ces régions.

## Description

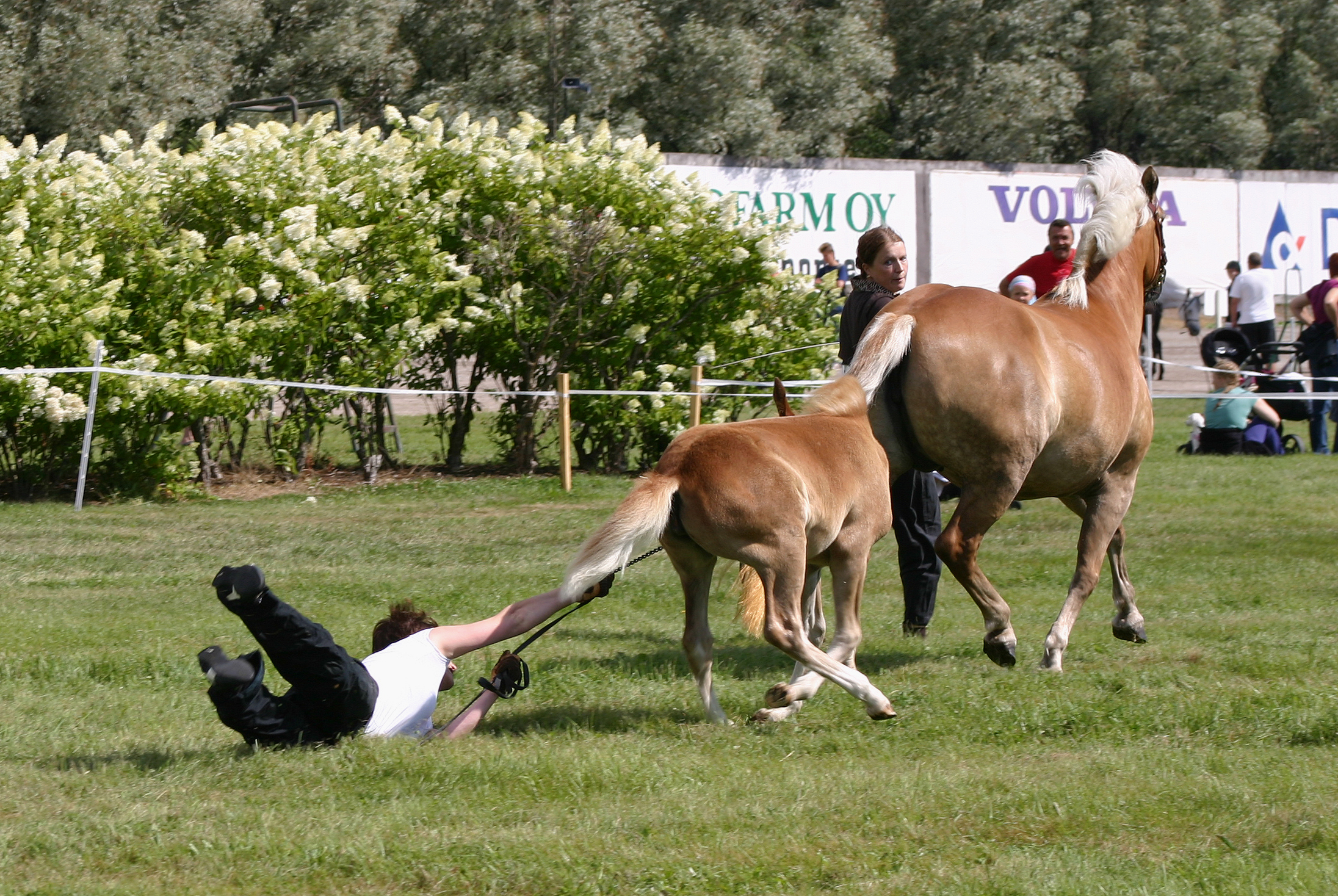
Poulain parti au galop par erreur, qui a renversé son longeur. Finlande.

Il n'existe pas de méthode universelle de débourrage, ni de délimitation bien précise de son début et de sa fin. Si de nombreux manuels proposent des « méthodes » de débourrage, leur point commun essentiel réside dans l'importance d'une relation de qualité entre chevaux et humains. La notion de débourrage comporte deux étapes ; la première consiste à mettre le poulain ou cheval en confiance vis-à-vis de l'humain, la seconde consiste à l'éduquer à son futur métier de cheval de selle, de course ou d'attelage. Le débourrage est plus ou moins long en fonction du niveau initial d'apprivoisement de l'animal concerné : il sera très court pour des poulains déjà habitués à côtoyer des humains depuis leur naissance, et beaucoup plus long pour des chevaux adultes qui ont toujours vécu seulement entourés de leurs congénères au pré, sans interactions interspécifiques.
L'écuyer Carlos Henriques Pereira insiste sur la cohérences des codes zoosémiotiques, les signaux ou signes mis en place avec le cheval en cours de débourrage devant toujours être « cohérents, clairs, concrets et concis ». D'après le Dr vétérinaire Jacques Sevestre, il est préférable d'habituer le poulain à recevoir de la nourriture à des heures fixes, et de réaliser un travail « quotidien, graduel et progressif ». Le débourrage implique toujours un recours important à la désensibilisation.
La présence proche d'un vieux cheval calme peut contribuer à rassurer les jeunes chevaux, en particulier lors de leurs premières sorties en licol. Des recherches préliminaires publiées en 2024 concluent que les jeunes chevaux isolés présentent beaucoup plus de signes de stress durant le débourrage que ceux qui sont entourés de leurs congénères, et que les chevaux ayant bénéficié de contacts sociaux ont moins de vices d'écurie ensuite. Les jeunes chevaux bénéficiant de contact sociaux réagissent néanmoins toujours aux inconforts induits par leur débourrage. De manière générale, la proximité de congénères leur est rassurante et leur procure du bien-être, ; elle joue aussi un rôle important grâce à l'effet de mimétisme. Voir un autre cheval monté par un cavalier aide à dédramatiser cette étape du débourrage.
En dehors de la phase de sociabilisation, l'usage d'un marcheur automatique peut être utile pour l'échauffement du poulain avant le travail.

### Phase de sociabilisation du poulain
Cette phase débute systématiquement à pieds, monter ou atteler un cheval étant considéré comme la finalité du débourrage. Le poulain cherche naturellement la proximité physique de sa mère, puis celle de ses congénères pour des jeux. La sociabilisation et l'éducation d'un poulain peuvent commencer dès sa naissance. D'après l'Institut français du cheval et de l'équitation, c'est entre la naissance et le sevrage que la phase de sociabilisation du poulain par l'éleveur est la plus importante. Il est également déconseillé de n'avoir aucun contact avec le poulain après son sevrage et avant son débourrage sous la selle ou à l'attelage, si celui-ci est débuté quelques années plus tard.
Les poulains ou chevaux en début de débourrage sont dans un premier temps apprivoisés et habitués à côtoyer des êtres humains et de nouveaux milieux de vie, ce qui implique de les rassurer, mais aussi de leur apprendre à respecter l'autorité des humains,. L'habituation au pansage joue un rôle clé durant cette étape du débourrage, qui devrait être réalisée par une personne très expérimentée. Le poulain est aussi habitué à être touché par des humains, et à porter un licol léger et adapté à sa taille, dans le but qu'il puisse être approché et manipulé sans problèmes, par exemple en cas de besoin de soins par des vétérinaires. Lorsque le poulain accepte le licol, il est possible de lui apprendre ensuite à marcher tout en étant tenu et conduit en longe par la main d'un humain.
Toutes ces étapes peuvent s'effectuer alors que le poulain est en vue de sa mère.

Sociabilisation de poulains
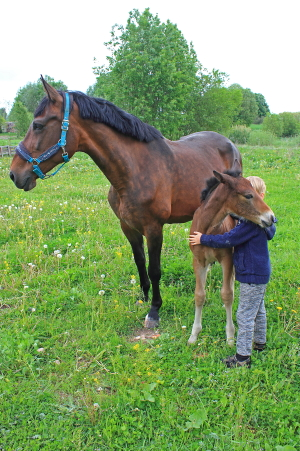
Jeune poulain touché par un enfant humain en Lettonie.
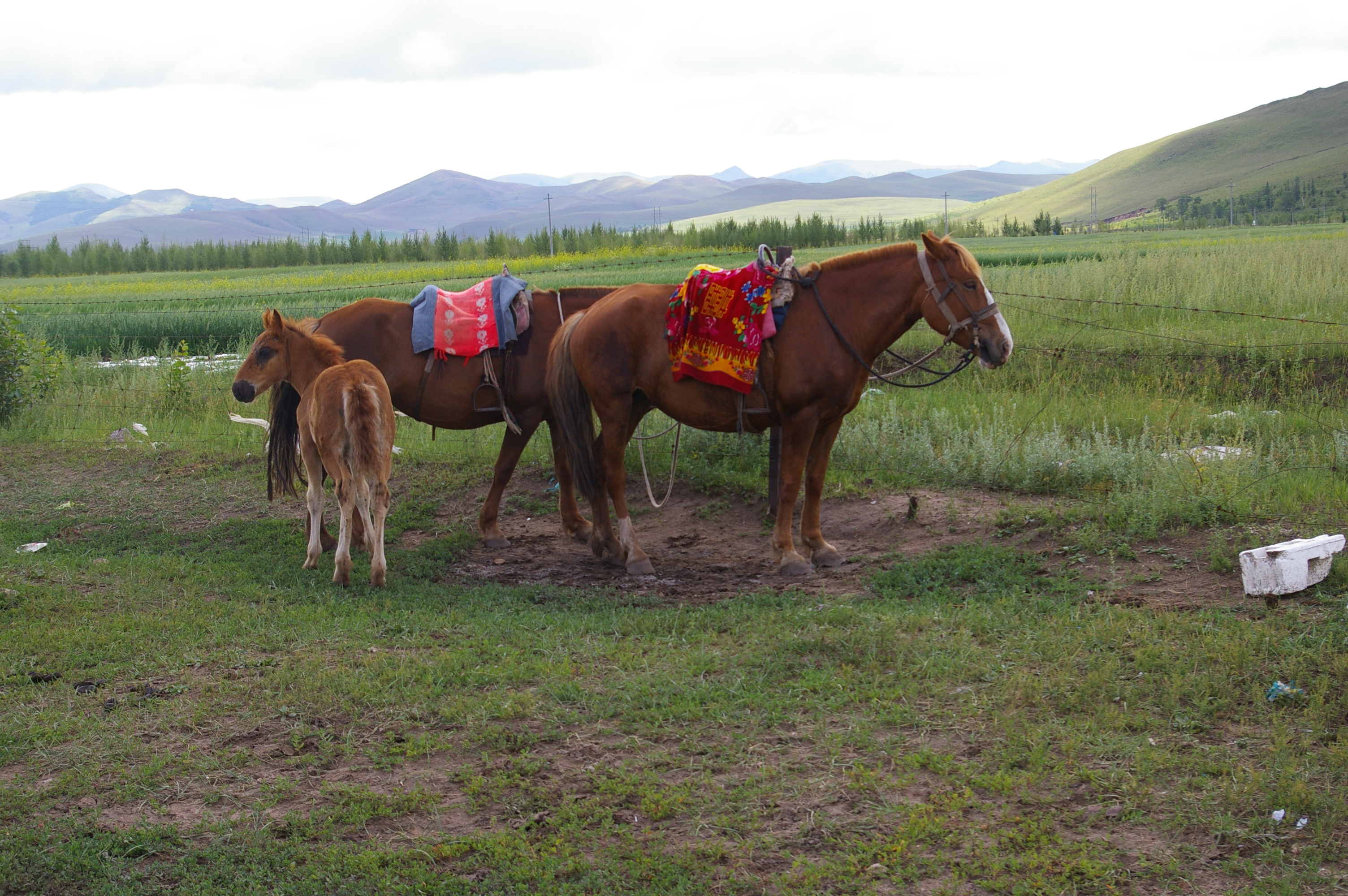
Poulain mongol aux côtés de sa mère sellée et bridée, Mongolie-Intérieure, Chine.
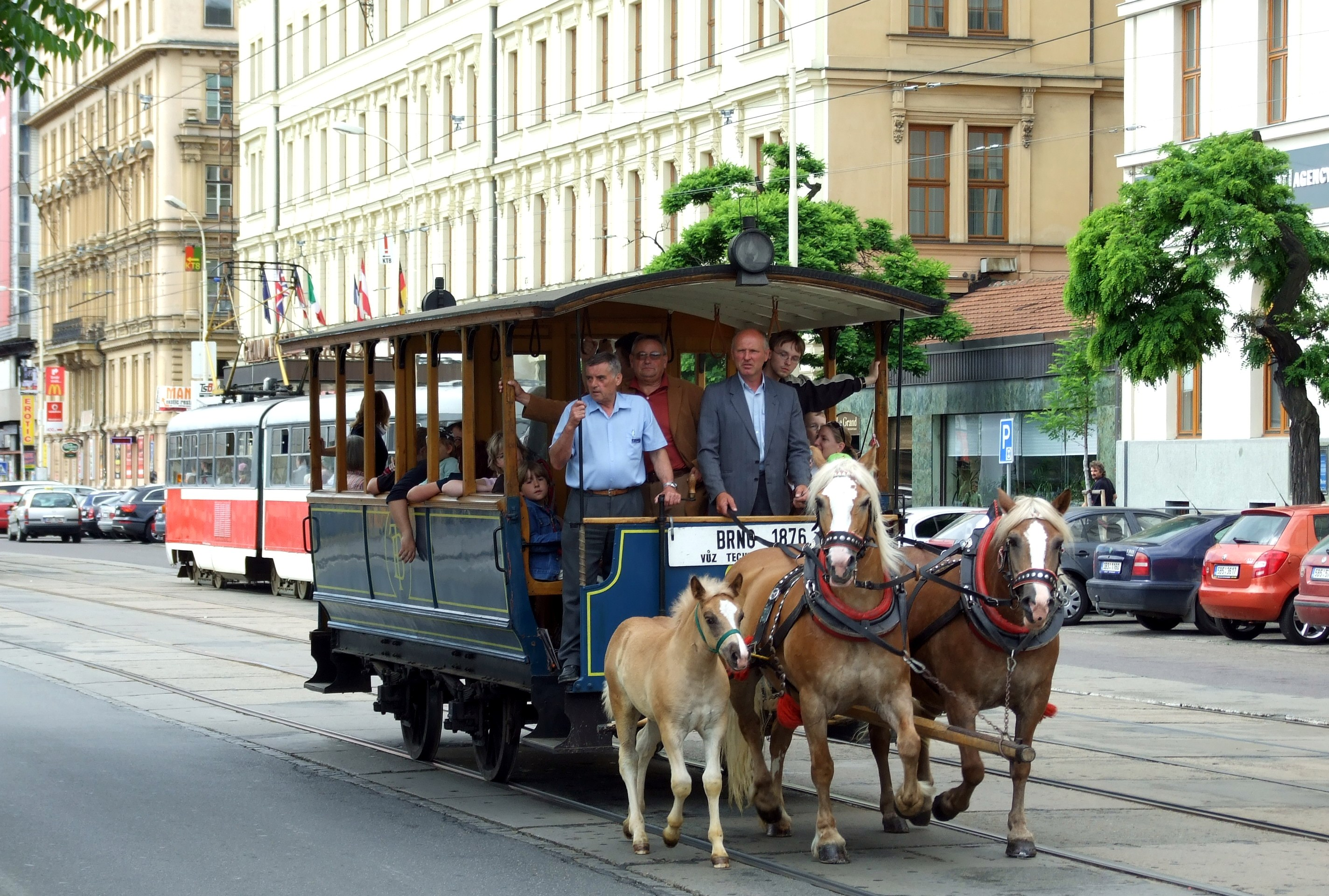
Poulain habitué au travail d'attelage avec sa mère à Brno, en Tchéquie.
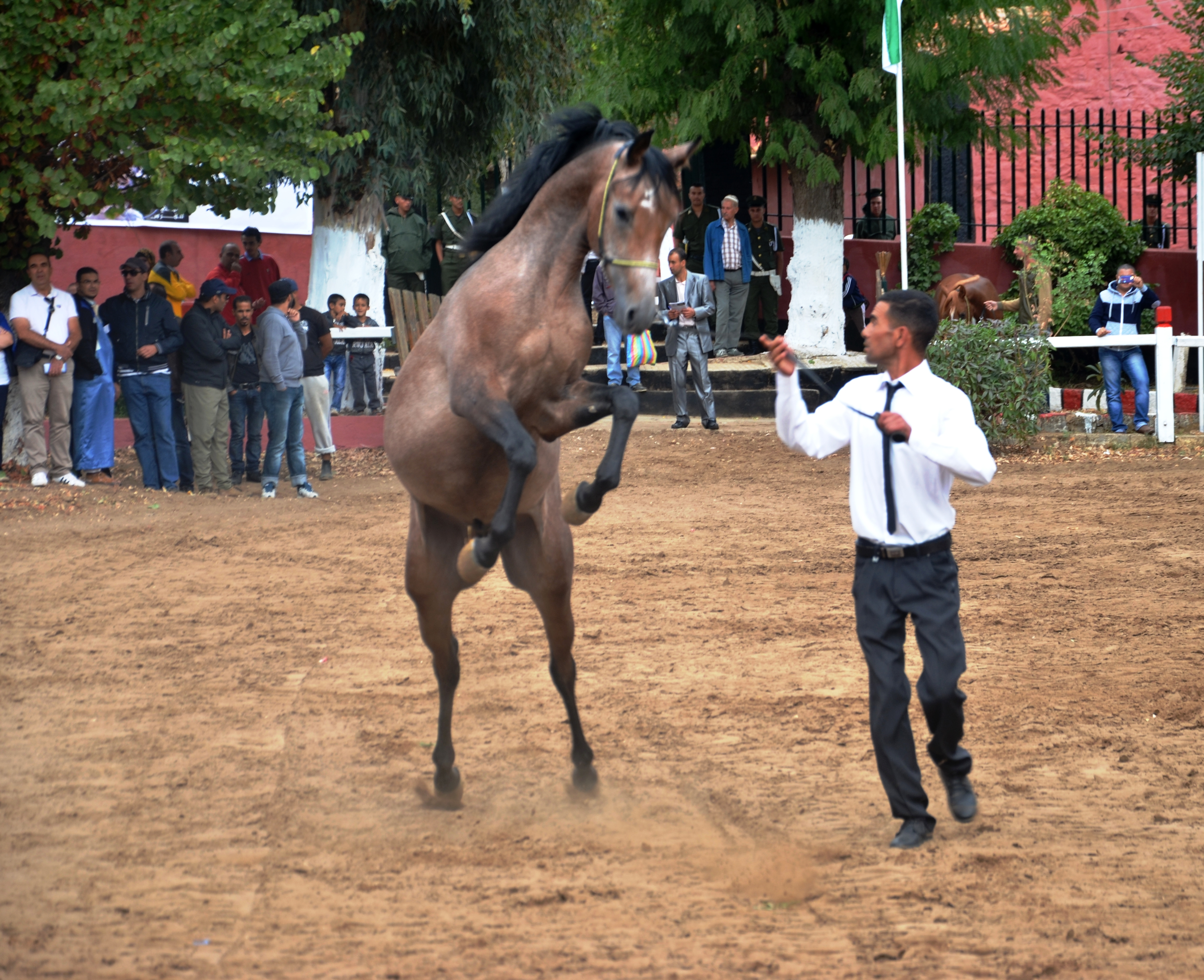
Poulain progressivement habitué à porter un licol, en Algérie.

La fermeté nécessaire à ce stade ne doit pas devenir de la brutalité, car obtenir l'attachement du poulain ou du cheval envers l'humain est essentiel. Les morsures et les ruades font partie du comportement naturel des chevaux en liberté vis à vis de leurs congénères ; il faut alors apprendre à ces animaux à ne pas manifester ces comportements vis à vis des humains.
Au moment de son sevrage, le poulain devrait théoriquement être en confiance avec l'humain, pouvoir être tenu et conduit en longe et licol, connaître et accepter le pansage, se laisser prendre les pieds, et accepter le parage de ses pieds.

### Phase d'éducation aux métiers équestres

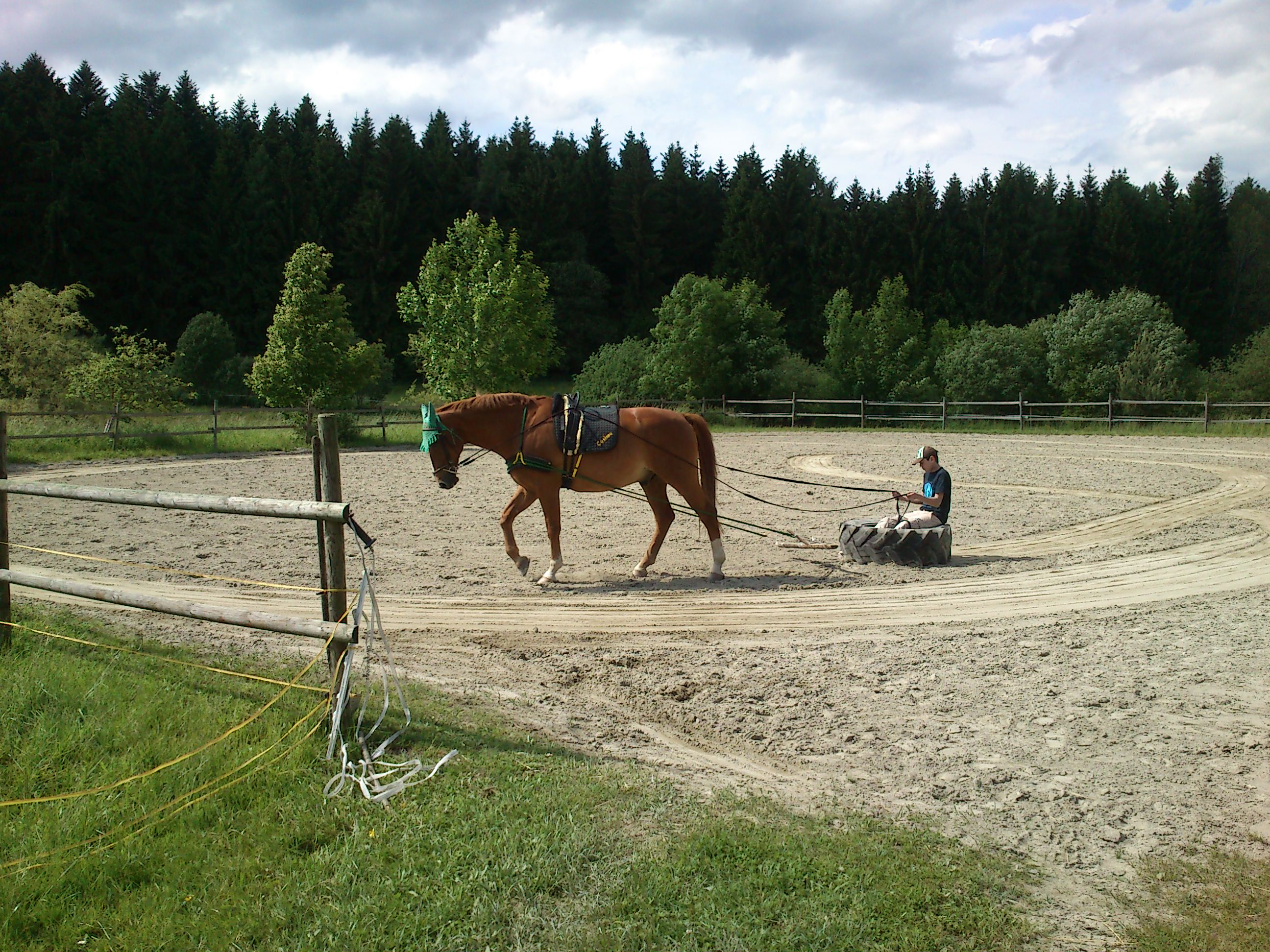
Cheval alezan éduqué à son futur travail de cheval d'attelage. Allemagne.

Cette étape du débourrage implique un perfectionnement régulier et constant. Jocelyne Porcher et Sophie Barreau la comparent à de la formation professionnelle, en utilisant la psychodynamique du travail.
Le maintien de contacts sociaux aide le jeune cheval à avoir une attitude plus relaxée durant cette phase d'apprentissage équestre.
Si le débourrage implique de mettre un mors, il est essentiel à cette étape que l'objet soit parfaitement ajusté à la bouche du poulain ou du cheval, sous peine qu'il résiste au mors par la suite. La selle doit aussi être parfaitement ajustée à la forme du dos.

## Débourrages spécifiques à des disciplines équestres ou hippiques

### Débourrage du cheval de course

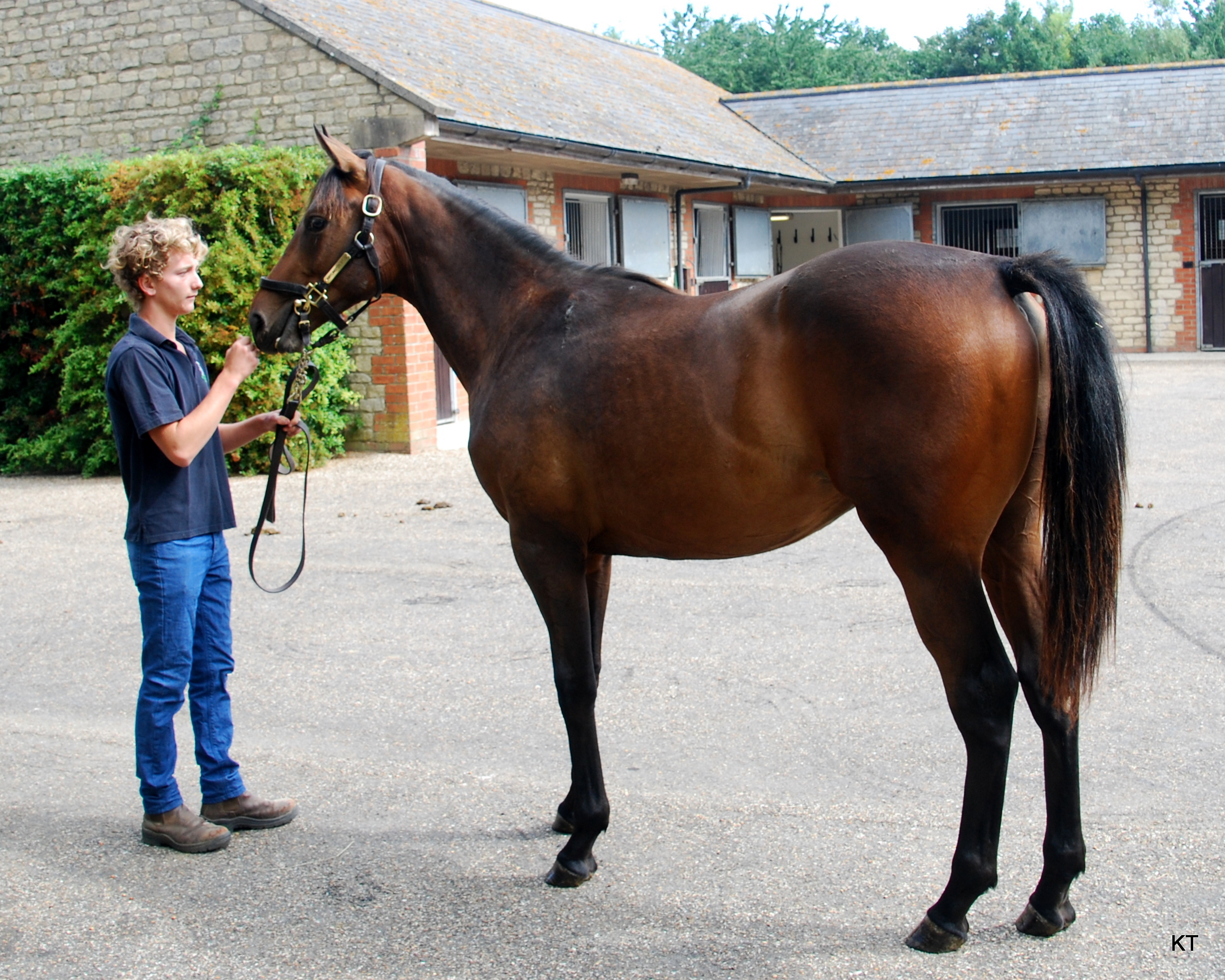
Pur-sang d'un an (yearling) en cours de débourrage.

Le début de formation spécifique du futur cheval de course consiste généralement à lui apprendre à tourner lors d'un travail à la longe aux trois allures (pas, trot et galop), aussi bien à main droite qu'à main gauche. Ensuite, le poulain destiné aux courses montées est habitué à porter une selle, la première étape consistant à lui passer une sangle autour du corps, étape qui lors du premier essai pousse en général le poulain à ruer. Lorsque le poulain ne manifeste plus de réaction à la sangle, elle est remplacée par une selle aux étriers libres qui battent ses flancs, afin qu'il s'habitue à la présence future des jambes du cavalier. Ensuite vient le contact avec le cavalier. Celui-ci commence par s'allonger en travers sur la selle pour habituer le poulain à sentir son poids, puis c'est durant la toute dernière étape qu'il se met en selle à califourchon.
Le débourrage du cheval de course de galop est considéré comme terminé lorsqu'il tolère un cavalier sur son dos sans avoir de réaction brutale. L'étape suivante de sa formation est connue sous le nom d'« entraînement ».

### Débourrage du cheval de selle

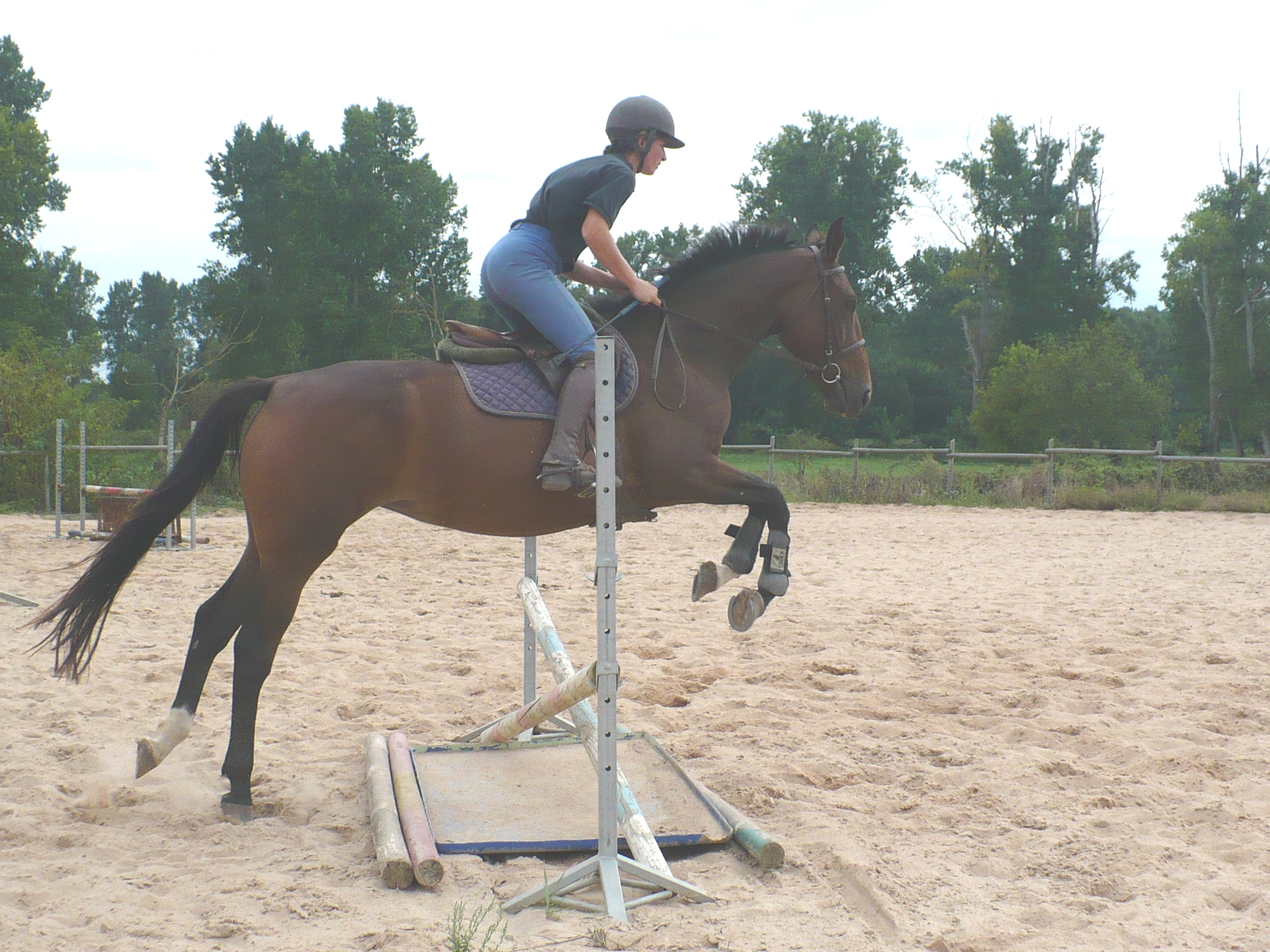
Jument de trois ans en fin de débourrage, entraînée à sauter un petit obstacle.

Débuté en général vers l'âge de trois ans, le débourrage du cheval de selle dure rarement plus de quelques mois ; il est parfois réduit à quelques semaines.
En fin de débourrage, le cheval de selle devrait, dans l'idéal, être non-craintif vis à vis de son environnement extérieur, immobile au montoir, capable de sauter de petits obstacles et de se tenir en équilibre sous la selle et le cavalier.
Bertrand Collinot témoigne du débourrage de ses chevaux destinés à l'équitation western : les poulains suivent leur mère durant toutes ses activités au cours de l'été qui suit leur naissance ; ils sont éduqués à partir de deux ans et demie à sentir le poids d'un cavalier léger sur leur dos durant une demi-heure au maximum, pendant qu'ils sont menés en longe.

### Débourrage du cheval militaire
Dans l'armée française, le débourrage du cheval militaire est historiquement découpé en quatre phases qui durent au total une année : trois mois d'acclimatation et de mise en confiance, deux mois d'éducation aux aides (réponse aux mains, aux jambes et à l'assiette du cavalier), six mois de travail sur le développement physique et le perfectionnement des aides, et enfin une courte période de repos.

## Âge du débourrage

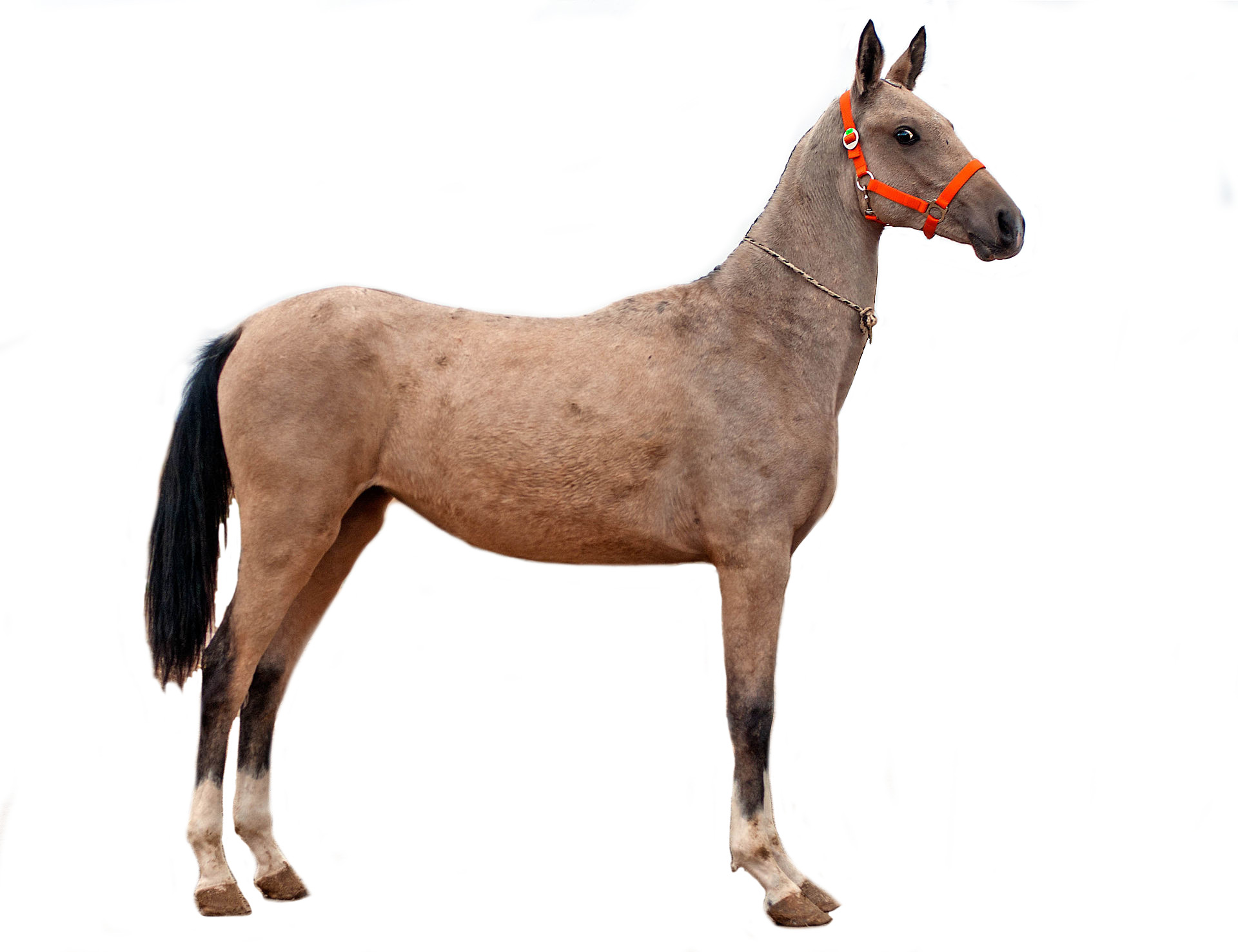
Jeune Akhal-Teké d'un an (cheval turkmène) habitué à porter un licol.

L'âge du débourrage est variable en fonction des chevaux et de leurs usages. Le travail doit toujours être moins intense lorsqu'il concerne un poulain en croissance que lorsque le cheval a terminé sa croissance. Pierre Enoff déconseille fortement de trop solliciter le dos d'un cheval avant ses cinq ans.
Il est fréquent que les futurs chevaux de course soient débourrés avant deux ans, alors que les futurs chevaux de selle le sont plus généralement après leurs trois ans. Le débourrage devient plus difficile quand l'animal concerné a atteint sa maturité sexuelle après l'âge de quatre ans, en particulier chez les mâles. L'écuyer portugais Manoel Carlos de Andrade conseille de ne pas débourrer avant quatre ans. Dans l'armée française, le débourrage des chevaux militaires débutait historiquement à quatre ans.

## Violence lors du débourrage
Beaucoup de débourrages de chevaux sont basés sur la répétition de pratiques traditionnelles qui ne prennent pas en compte les connaissances scientifiques acquises au sujet du comportement du cheval. Porcher et Barreau témoignent à ce titre de l'existence d'une certaine violence dans le monde équestre, qui entraîne des souffrances tant chez les chevaux que chez les professionnels. Karine Lou Matignon cite des débourrages violents consistant à ligoter puis à frapper de jeunes chevaux jusqu'à obtenir leur soumission complète. Pour un certain nombre de chevaux mal débourrés, la première mise en selle d'un humain ne se traduit pas par une acceptation dans le calme, mais par un « combat de type rodéo ».

Violence lors du débourrage
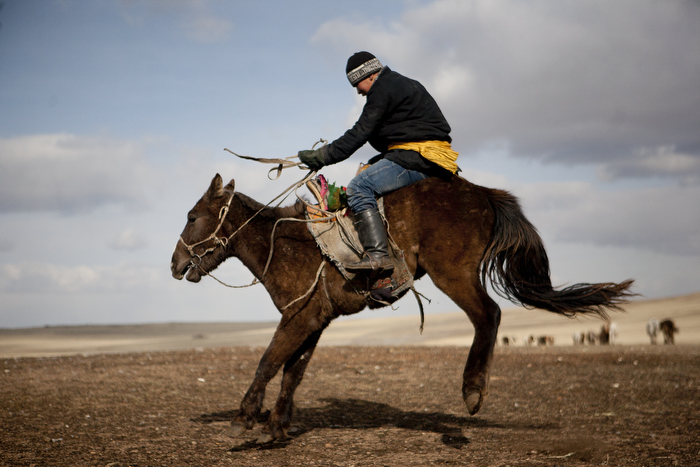
Poulain ruant, Mongolie.
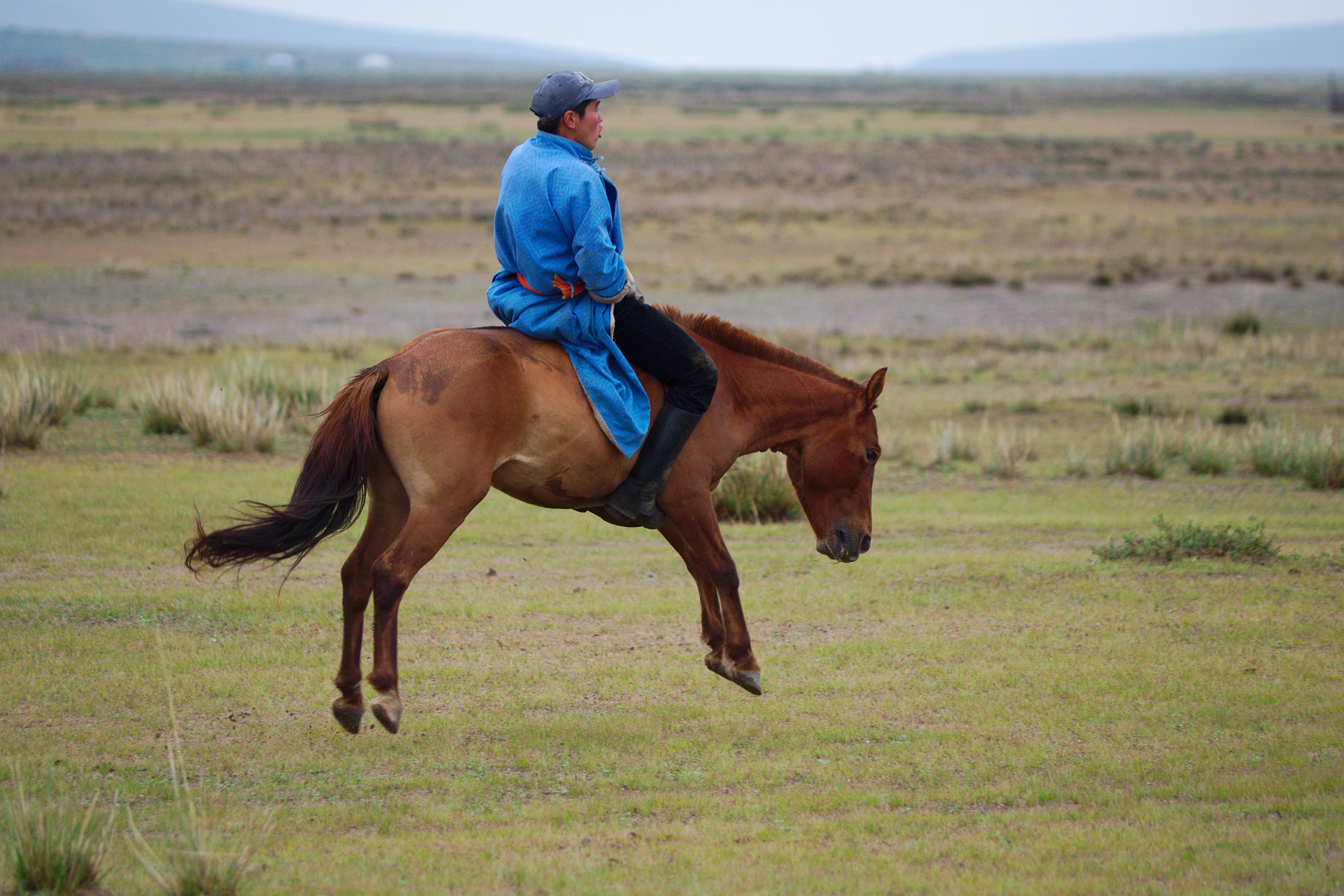
Poulain ruant, Mongolie.
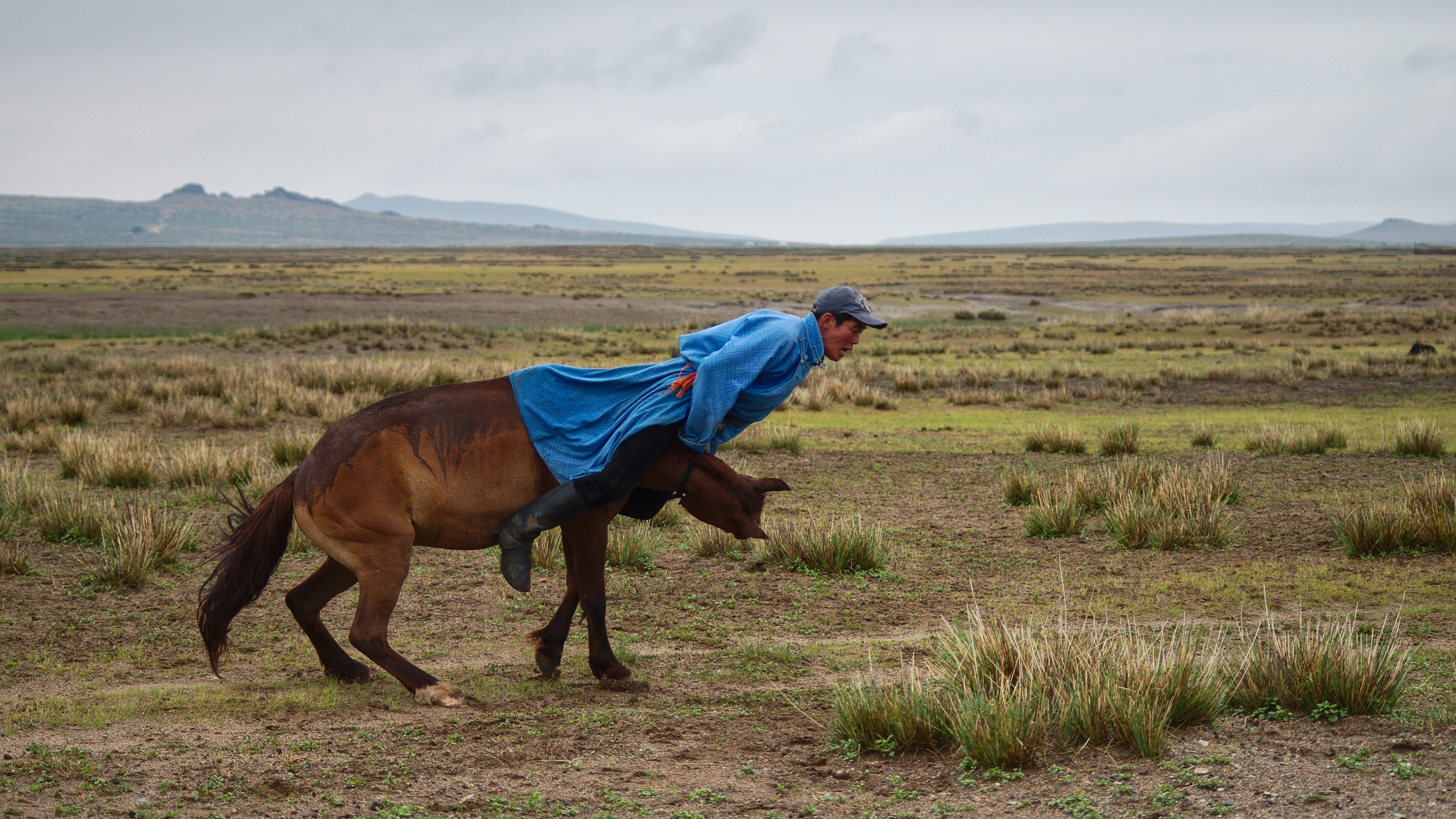
Poulain ruant, Mongolie.
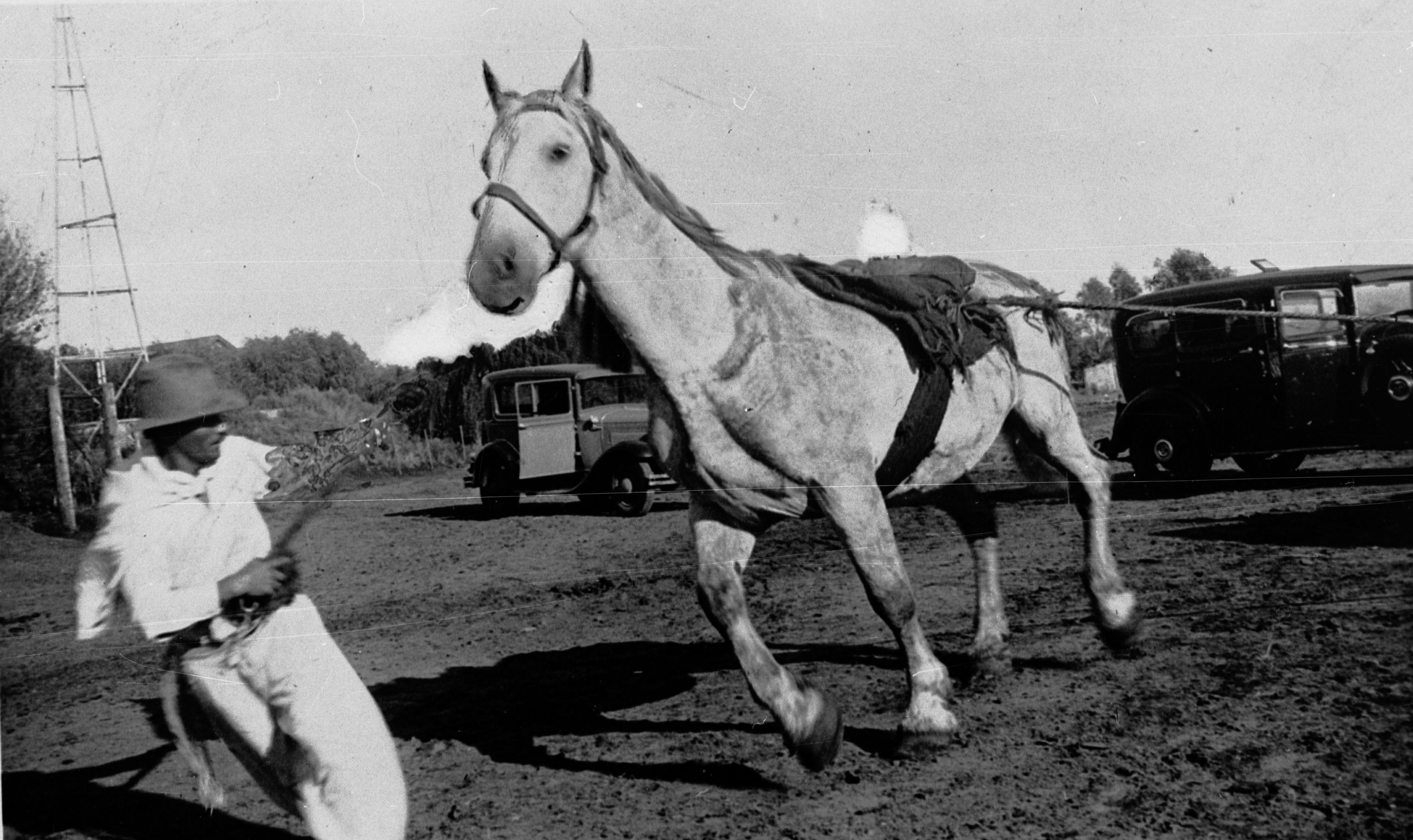
Débourrage violent avec usage de cordes. Australie, 1905.

Un animal trop sollicité, ou mal sollicité, peut développer une réaction de protection et devenir rétif, de nombreux chevaux étant détruits par un débourrage mal conduit. Ainsi, les débourrages rapides, proches du « domptage », sont particulièrement déconseillés car ils mettent le poulain en danger, et rendent le cheval « craintif et éteint » durant le restant de sa vie. Il est aussi particulièrement déconseillé de se mettre en colère contre un cheval durant un débourrage. Brutaliser un cheval ne déclenche que du stress sans lui permettre de comprendre quel est le comportement attendu de sa part. De plus, il est bien plus simple d'apprendre au cheval des comportement attendus que de lui faire oublier de mauvaises expériences passées.
En Australie, la violence historiquement déployée lors du débourrage (horse breaking) est devenue une métaphore culturelle dans le discours australien moderne, probablement sous l'influence du très populaire poème The Man From Snowy River et de ses adaptations, dans lesquelles un poulain sauvage est capturé.

## Entraînement après le débourrage
Tous les chevaux fraîchement débourrés manifestent une certaine maladresse avec un cavalier sur le dos, et réagissent au poids alors nouveau du cavalier sur leur dos avec un équilibre perturbé. L'objectif de tout cavalier à ce stade de l'entraînement est d'éviter au maximum de gêner le cheval, tout en l'accompagnant dans son mouvement et en respectant sa bouche, et ce quelles que soient les disciplines équestres montées auxquelles l'animal est préparé.

## Débourrage dans la culture
Le débourrage de jeunes chevaux est un motif important dans le roman De si jolis chevaux et ses adaptations ; d'après l'analyse de Huw Nolan et al., le vocabulaire employé par l'auteur Cormac McCarthy relève d'une romantisation du cheval qui occulte de « dures réalités de la relation homme-cheval, en particulier la violence et le contrôle », qui prive les chevaux de leur autonomie durant le processus de débourrage.
Les dresseurs de chevaux qui ont inspiré le roman et le film populaires L'Homme qui murmurait à l'oreille des chevaux, dont le plus fameux est Monty Roberts, utilisent des méthodes de débourrage qui répondent à un certain nombre de principes connus en éthologie du cheval.